# Tabun
A tabun - vagy az USA-ban ismeretes másik elnevezéssel GA - egy G-ágens; az idegmérgek közé tartozó vegyület. Halmazállapota cseppfolyós, így bevetése permet formájában történhet.

## Története
A tabun története 1936 decemberében kezdődött, amikor egy német vegyész – Gerhard Schrader – rovarirtószerekkel való kísérletezés közben előállította ezt az igen mérgező foszfátvegyületet. Nem volt célja halálos fegyver készítése, csupán az akkori német törvények értelmében felfedezését kötelessége volt bejelenteni, és ezt – törvénytisztelő állampolgár lévén – meg is tette. Egy hónappal később egyik asszisztense véletlenül kifröccsentett egy apró cseppet, így szerzett keserű tapasztalatot a saját maga által kifejlesztett szerről, bár a labor összes dolgozója túlélte a balesetet.
Összetétel: etil-dimetil-amido-foszfor-cianid.
Támadásra soha nem használták ezt a igen erős ideggázt, bár Németország a II. világháború folyamán sokat gyártott belőle, de végül nem vetették be.
Az irak–iráni háborúban, azonban Irak bevetette a tabunt a kurd gerillák ellen. A halabdzsai mészárlásnál legalább több ezer kurd polgári személy halt meg így.

## Hatása
A tabun ideggáz, tehát az idegpályákat támadja meg. A gerincoszlop üzenettovábbító képességét teljesen blokkolja, így az áldozat elveszti kontrollját a saját teste felett. A pupilla összehúzódik, az emésztés és a szívverés megáll, a be és kilégzés nem történik meg, így a szervezet sejtjei megfulladnak.

## Fizikai jellemzői
Színtelen, szagtalan; már nagyon kis mennyiségben halálos; a bőrön át szívódik fel.

## Származékai
A tabun kitűnő alapanyagnak bizonyult hasonlóan nagy hatású ideggázok kifejlesztésére, ilyen volt a szarin (1938), és a szomán (1944). A kísérletek tovább folytak, így az 50-es évek közepére a tabunnál 100-120-szor mérgezőbb vegyi fegyvereket is kifejlesztettek, ilyen a VX.

## Fordítás
- Ez a szócikk részben vagy egészben  a   Tabun (nerve agent) című angol Wikipédia-szócikk fordításán alapul.  Az eredeti cikk szerkesztőit annak laptörténete sorolja fel. Ez a jelzés csupán a megfogalmazás eredetét és a szerzői jogokat jelzi, nem szolgál a cikkben szereplő információk forrásmegjelöléseként.